# Tito Furio Vittorino
Tito Furio Vittorino (in latino: Titus Furius Victorinus; ... – 168) è stato un funzionario romano che ricoprì numerosi incarichi sotto il governo degli Imperatori Antonino Pio e Marco Aurelio.
I più importanti tra questi incarichi furono quello di Praefectus Vigilum, Praefectus Aegypti e Prefetto del Pretorio.

## Carriera

### I primi incarichi
La carriera di Furio Vittorino è conosciuta da un'iscrizione rinvenuta a Roma, che peraltro ci informa che il praenomen di suo padre era Lucio, e che fosse un membro della tribù Palatina. Il suo primo incarico fu quello di tribuno militare o comandante della Cohorte I Augusta Bracarum, che stazionava nella provincia romana di Britannia. Seguì un altro incarico in qualità di tribuno militare, questa volta nella Legio II Adiutrix, all'epoca di stanza ad Aquincum (attuale Budapest). Un terzo incarico militare fu quello di prefetto (o comandante) della Ala Frontoninana, di stanza in Dacia. Tutti questi erano incarichi usuali compresi nel cursus honorum del ceto equestre, le cosiddette tres militiae. Da questo punto in avanti, Vittorino ricoprì alcuni incarichi di tipo civile: dapprima procuratore (o sopraintendente) delle proprietà imperiali in Hispania e Gallia; in seguito praefectus ludi magni (sopraintendente delle scuole di gladiatori). Dopo di che tornò al servizio militare, prima come comandante della flotta di Ravenna (Praefectus Classis Ravennas) e poi, dopo una promozione, di quella di Miseno (Praefectus Classis Misenensis), le due principali flotte romane nel Mediterraneo.

### Carriera successiva
Vittorino tornò poi a Roma, dove fu creato procurator a rationibus, vale a dire il procuratore a capo dell'amministrazione del fisco imperiale. Potrebbe sorprendere che un uomo che abbia ricoperto così tanti incarichi militari sia arrivato a occupare il vertice dei servizi bruocratici dell'Impero; d'altronde, Fergus Millar fa notare come fossero proprio gli "uomini con una carriera equestre militare e civile completa" ad essere scelti per tale posizione. La prefettura a rationibus fu seguita dal ruolo di Praefectus Vigilum (comandante delle cohorti dei vigiles) e da quello di Praefectus Aegypti, una posizione di vitale importanza per quanto riguarda i riferimenti di grano alla capitale dell'Impero; ricoprì quest'ultima carica tra il 159 e il 160 d.C. Dopo la morte del prefetto del pretorio Gaio Tattio Massimo lo sostituì nella sua carica, assieme al suo nuovo collega Sesto Cornelio Repentino; entrambi i nuovi prefetti erano presenti al capezzale dell'Imperatore Antonino Pio quando morì (7 marzo del 161 d.C.). Marco Aurelio, che aveva ottenuto l'imperium assieme ad Antonino, elevò alla porpora imperiale anche il fratello adottivo Lucio Vero; Vittorino divenne quindi il prefetto del pretorio assegnato al co-imperatore, accompagnandolo, nel 162, in Oriente, in occasione delle campagne di Lucio Vero contro i Parti. Vittorino si distinse nella guerra partica, ricevendo dona militaria sotto forma di "tre corone, quattro lance senza testa e quattro stendardi da assedio".

### Le Guerre Marcomanniche e la morte
Nella primavera del 168, Vittorino fu uno dei generali che guidarono le forze romane a nord contro i Marcomanni, che stavano tentando di attraversare il Danubio e invadere il territorio romano.  È a questo punto che la Historia Augusta riporta in modo criptico: "Furio Vittorino, il prefetto della guardia, era stato disperso e parte del suo esercito era perito." Anthony Birley osserva che mentre "si è spesso ipotizzato che il prefetto e le truppe fossero state uccise in battaglia", non ci sono altre indicazioni che la guardia sotto Vittorino fosse stata impegnata in combattimenti. "D'altra parte", continua Birley, "le altre fonti dipingono un quadro coerente di enormi perdite dovute alla peste tra gli eserciti di Roma". Quindi è possibile che la malattia che in quegli anni stava falcidiando l'Impero Romano (la cosiddetta peste antonina) abbia tolto la vita a Vittorino, oltre a distruggerne l'esercito.

### Fonti Antiche
- Corpus Inscriptionum Latinarum
- Historia Augusta, Vite di Antonino e di Marco Aurelio

### Fonti storiografiche moderne
- Fergus Millar, The Emperor in the Roman World (Cornell:University Press, 1992)
- Guido Bastianini, "Lista dei prefetti d'Egitto dal 30 al 299", Zeitschrift für Papyrologie und Epigraphik, 17 (1975)
- Anthony Birley, Marcus Aurelius: A Biography, edizione rivista (London: Routledge, 1987)